# Cribrinopsis
Genre
Cribrinopsis est un genre d'anémones de mer de la famille des Actiniidae.

## Liste d'espèces
Selon World Register of Marine Species (25 janv. 2012) :
- Cribrinopsis crassa (Andrès, 1881)
- Cribrinopsis fernaldi Siebert & Spaulding, 1976
- Cribrinopsis robertii Parulekar, 1971
- Cribrinopsis similis Carlgren, 1921
- Cribrinopsis williamsi Carlgren, 1940
- Cribrinopsis albopunctata Sanamyan & Sanamyan, 2006
- Cribrinopsis olegi Sanamyan & Sanamyan, 2006

Selon ITIS (25 janv. 2012) :
- Cribrinopsis crassa (Andres, 1881)
- Cribrinopsis fernaldi Siebert & Spaulding, 1976
- Cribrinopsis similis Carlgren, 1921
- Cribrinopsis williamsi Carlgren, 1940